# Universidade de Innsbruck
A Universidade de Innsbruck (em alemão Leopold-Franzens-Universität Innsbruck) é uma instituição de ensino superior localizada em Innsbruck, na Áustria. Foi fundada em 16 de outubro de 1669, por Leopoldo I.
É a terceira maior universidade do país em número de estudantes, perdendo apenas para a Universidade de Viena e a Universidade de Graz.